# Aeroportul Regional Fort Dodge
Aeroportul Regional Fort Dodge (IATA: FOD, ICAO: KFOD, FAA LID: FOD) este un aeroport din Iowa, Statele Unite ale Americii ce deservește zona Fort Dodge⁠(d). Aeroportul a fost tranzitat în 2019 de 16.656 de pasageri. A fost numit după zona deservită.
Situat la o altitudine de 352 m, aeroportul dispune de 2 piste.

## Infrastructură

### Piste
Aeroportul dispune de 2 piste. Pista 06/24 are suprafața de asfalt și dimensiunile 6.547 picioare × 150 picioare. Pista 12/30 are suprafața de asfalt și dimensiunile 5.301 picioare × 100 picioare. 